# Tamara Horacek
Tamara Horacek (* 5. November 1995 in Požega, Kroatien) ist eine kroatisch-französische Handballspielerin. Sie nahm für Frankreich als Bestandteil der französischen Handballnationalmannschaft an den Olympischen Sommerspielen teil und gewann dabei mit ihrer Mannschaft die Silbermedaille. Zudem gewann sie bei der Europameisterschaft 2016 die Bronzemedaille.

## Karriere

### Vereinskarriere
In der Saison 2013/14 debütierte Tamara Horacek als 17-Jährige in der ersten Mannschaft von Metz Handball und konnte direkt in der ersten Saison mit Metz französischer Meister werden. Zudem gewann das Team auch den französischen Pokal. Nachdem sie in der Saison 2014/15 ohne Titel geblieben ist, wurde sie mit ihrer Mannschaft in der Saison 2015/16 erneut französischer Meister. In der darauffolgenden Saison konnte sie mit Metz Handball den Meistertitel erfolgreich verteidigen und zudem gewann sie mit Metz den französischen Pokal.
Zur Saison 2017/18 wechselte Tamara Horacek von Metz Handball zu Issy Paris Hand. In ihrer ersten Saison belegte sie mit dem Verein den fünften Platz in der französischen Meisterschaft. Der Verein nannte sich zur Saison 2018/19 in Paris 92 um und in dieser Saison belegte sie mit ihrem Verein den neunten Platz, wodurch sie den Abstieg knapp verhindern konnten. Im Sommer 2020 wechselte sie zum ungarischen Verein Siófok KC. Im Sommer 2021 kehrte sie zu Metz Handball zurück. Mit Metz gewann sie 2022 und 2023 die französische Meisterschaft sowie 2022 und 2023 den französischen Pokal.
Horacek stand dem Sommer 2023 beim französischen Erstligisten les Neptunes de Nantes unter Vertrag. Im Sommer 2024 wechselte sie zum slowenischen Erstligisten RK Krim. Mit Krim gewann sie 2025 sowohl die slowenische Meisterschaft als auch den slowenischen Pokal.

### Nationalmannschaft
In der Qualifikation zu der Europameisterschaft 2016 kam Tamara Horacek zu ihrem Debüt in der französischen Handballnationalmannschaft. Von Olivier Krumbholz wurde sie erstmals am 1. Juni 2016 beim Spiel gegen Island eingesetzt, welches die französische Nationalmannschaft in Reykjavík deutlich mit 30:16 gewann. Tamara Horacek konnte zwei Tore zum Ergebnis beitragen. Vom Comité National Olympique et Sportif Français wurde sie als Ersatzspielerin für die Olympischen Sommerspiele 2016 in Rio de Janeiro nominiert. Vor dem Halbfinale wurde sie für die verletzte Chloé Bulleux nachnominiert und gewann mit der französischen Handballnationalmannschaft nach der 19:22-Niederlage gegen Russland die Silbermedaille. Zudem wurde sie 2016 auch für die Handball-Europameisterschaft, welche in Schweden ausgetragen wurde, nominiert. Dort gewann sie mit ihrer Mannschaft nach der 16:22-Halbfinalniederlage gegen Norwegen durch einen 25:22-Sieg gegen Dänemark im Spiel um den dritten Platz die Bronzemedaille. Bei der Weltmeisterschaft 2021 gewann sie mit Frankreich die Silbermedaille.  Mit Frankreich gewann sie die Weltmeisterschaft 2023. Bei den Olympischen Spielen in Paris gewann sie die Silbermedaille.

## Erfolge

### Verein
- Französischer Meister: 2014, 2016, 2017, 2022, 2023 (mit Metz Handball)
- Französischer Pokalsieger: 2014, 2017, 2022, 2023 (mit Metz Handball)
- Slowenischer Meister: 2025 (mit RK Krim)
- Slowenischer Pokalsieger: 2025 (mit RK Krim)

### Nationalmannschaft
- Silbermedaille bei den Olympischen Spielen: 2016 und  2024
- Silbermedaille bei Europameisterschaften: 2021
- Bronzemedaille bei Europameisterschaften: 2016

## Sonstiges
Ihre Mutter Vesna Horaček spielte ebenfalls professionell Handball, zuletzt bei Metz Handball.